# 1490 в Україні

## Події
- Коломийський замок не встояв перед 10-ти тисячною армією повстанського ватажка Івана Мухи.
- намісник чернігівський Іван Борисович Глинський[1]
- похід кримських і ногайських татар на Поділля, Галичину і Волинь. Спалено Володимир та інші волинські містечка. Здобуто велику кількість полонених (ясир).

## Особи

### Народились
- Іван Вишневецький гербу Корибут (1490—1543) — литовсько-руський (український) магнат.

### Померли
- Лука-пресвітер (1445—1490) — перший з документально зафіксованих єпархів (управителів)  Мукачівської єпархії.

## Засновані, зведені
- Гребля (Іршавський район)
- Дернівка (Жовківський район)
- Дроздовичі (Городоцький район)
- Карів
- Михальча